# Сан-Мартино-Альфьери
Сан-Мартино-Альфьери (итал. San Martino Alfieri) — коммуна в Италии, располагается в регионе Пьемонт, в провинции Асти.
Население составляет 726 человек (2008 г.), плотность населения составляет 99 чел./км². Занимает площадь 7 км². Почтовый индекс — 14010. Телефонный код — 0141.
Покровителем коммуны почитается святой Мартин Турский, празднование 11 ноября.

## Демография
Динамика населения:

## Администрация коммуны
- Официальный сайт: